# 沙皇 (政治術語)
沙皇是指美国负责在特定领域執行特定政策的高级行政部门官员。美国政府从未有任何官方职位叫作沙皇，所以沙皇只是大眾對這些人的非正式稱呼。最早在富兰克林·罗斯福执政期间（1933-1945年）就有11位特定領域的官員被稱為沙皇。有些沙皇的任命需要得到美國參議院的批准，有些則不需要。在美國行政部門以外的組織（例如企業）的特定領域的高級主管以及英國一些特定領域的高級官員也會被稱為沙皇。